# Спуки Тут
„Спуки Тут“ (на английски: Spooky Tooth) е английска прогресив рок група, активна от 1967 до 1974 г.
Групата е сформирана през октомври 1967 г. с музиканти от The Ramrods (от 1960 до края на 1963), The V.I.P.'s (от края на 1963 до април 1967) и Art (от април до октомври 1967). През годините съставът е променян многократно.
През последните години групата е реконструирана на няколко пъти – през 1999 (когато пуска Cross Purpose) и през 2004 (като пуска Nomad Poets през 2007 г.), и продължава да изнася концерти от време на време.

## Дискография

### Албуми
- 1968 – It's All About
- 1969 – Spooky Two
- 1969 – Ceremony (с Пиер Хенри)
- 1970 – The Last Puff
- 1973 – You Broke My Heart So I Busted Your Jaw
- 1973 – Witness
- 1974 – The Mirror
- 1999 – Cross Purpose
- 1999 – The Best of Spooky Tooth: That Was Only Yesterday
- 2000 – Comic Violence
- 2001 – BBC Sessions
- 2007 – Nomad Poets (ДВД)

### Сингли
- 1969 – „Feelin' Bad“ US Bubbling Under #132